# Silésien (cheval)
Vous lisez un « bon article » labellisé en 2019.
Pour les articles homonymes, voir Silésien.
Le Silésien (polonais : Śląski ; silésien : Ślůnski) est une race de chevaux carrossiers originaire de Silésie, en Pologne. Sélectionné depuis la fin du XIXe siècle en Basse-Silésie à partir de l'Oldenbourg et du Frison oriental, il est à cette époque le plus grand et le plus lourd des warmbloods européens. Il sert longtemps de carrossier et de cheval de travaux agricoles, la Pologne comptant environ 300 000 chevaux silésiens dans les années 1930. La Seconde Guerre mondiale dévaste cet élevage, qui reprend sur de nouvelles bases. Une vague d'engouement pour les croisements sportifs avec le Pur-sang, puis l'influence de warmblood lourds est-allemands, entraînent une certaine mode pour le Silésien. Son élevage régresse ensuite fortement, jusqu'au début du XXIe siècle.
Le Silésien existe désormais en deux types, un grand cheval de sport léger et moderne, et le type traditionnel carrossier, plus petit et plus lourd. Il fait un excellent cheval d'attelage, jusqu'au plus haut niveau de compétition, participant largement à la renommée mondiale des meneurs polonais. Resté très local, le Silésien est une race rare en danger d'extinction, avec un cheptel de 2 600 têtes en 2016. Il est essentiellement élevé au haras national de Książ, qui gère sa sauvegarde en coordination avec des éleveurs privés.

## Dénomination
Le nom polonais du Silésien est Śląski ; en français, il est nommé « Silésien » ou « cheval de Silésie ». L'abréviation officielle est « śl ».

## Histoire
Il constitue la race de chevaux warmbloods propre à la région de Silésie, dans le sud-ouest de la Pologne. De nombreux changements d'objectifs d'élevage influencent le Silésien au cours de son histoire,.

### Origines

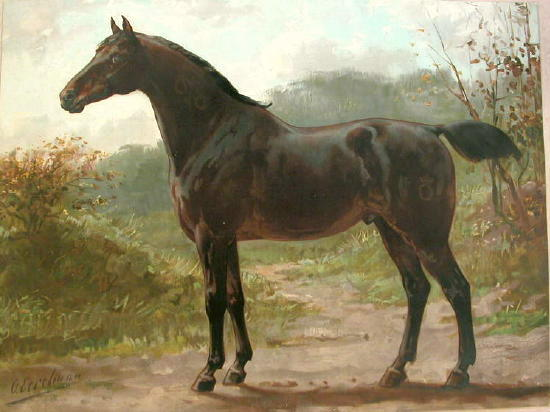
Un Alt-Oldenbourg (1898), l'une des races à l'origine du Silésien

La race émerge à la fin du XIXe siècle, en Basse-Silésie,, accompagnant l'implantation et le développement de haras nationaux dans cette région.
Le cheptel d'origine est composé des juments locales de Haute et Basse-Silésie, croisées à des étalons de race Alt-Oldenbourg (l'ancien type du cheval Oldenbourg moderne),, Frison oriental, et Hanovrien. L'objectif initial est d'élever un cheval carrossier polyvalent, apte tant à l'usage agricole qu'à l'usage militaire, comme cheval d'artillerie. Entre 1917 et 1938, les étalons Alt-Oldenbourg et Frison oriental importés représentent 40 % du total des étalons employés à la reproduction en Silésie.
Dans les années 1930, la Silésie compte environ 300 000 chevaux, 91 % d'entre eux étant employés aux travaux agricoles. Au moment de la Seconde Guerre mondiale, le Silésien est bien établi, consistant en un solide cheval de poids lourd, aux allures distinctes et de caractère calme. Des lignées d'étalons différenciées sont répertoriées en 1942.

### Sélection agricole
L'élevage est fortement affaibli par la guerre, qui ne laisse qu'environ 5 000 chevaux de type silésien dans les régions de Silésie et de Basse-Silésie, la plupart sans pedigree ni origines traçables. Le gouvernement polonais fait rassembler ces chevaux aux haras nationaux de Koźle et Książ. Le Silésien ne commence à se différencier de l'Alt-Oldenbourg qu'à cette époque, car la population allemande a elle aussi été décimée par la guerre, puis reconstituée sur des bases différentes : le cheval agricole n'est plus en demande en Allemagne, alors que les agriculteurs polonais continuent d'y faire appel jusque dans les années 1970.
Les chevaux silésiens d'après-guerre toisent en moyenne 1,58 m à 1,60 m, avec un tour de canon de 22 à 23 cm. Des importations accroissent ce cheptel de 1945 à 1949. De 1950 à 1955, un changement de politique d'élevage prône l'élimination d'une partie de ces chevaux du registre de la race, pour l'usage en tant qu'animaux de travail. Un plan de consolidation de la race Silésien est conçu en 1956, visant l'obtention d'une cheval agricole « économique », de taille plus réduite (moins de 1,55 m), devant intervenir en complément des engins motorisés. Une vingtaine d'étalons Alt-Oldenbourg sont importés d'Allemagne et du Danemark ; parmi eux, les étalons Diebitsch, Rittmeister, Holdek, Firley et Ulan sont considérés comme les plus à même de remplir ces objectifs d'élevage,.
Des croisements sont introduits avec le Wielkopolski et le Pur-sang, et les animaux trop grands sont éliminés du registre de la race. Si un registre généalogique existait depuis la fin du XIXe siècle, le stud-book du Silésien à proprement parler est créé en 1961. Le plan de sélection de la race agricole est publié en 1964. Jusqu'à la fin des années 1960, le Silésien est essentiellement du type tractionneur agricole rapide. En 1969, en raison de la mévente des chevaux de traction agricole de petite taille, l'objectif d'élevage est modifié, passant à une recherche de taille dans une fourchette de 1,55 m à 1,58 m. La sélection sur la petite taille apparaît rétrospectivement comme une erreur. Le retour à des tailles plus élevées est facilité du fait que certains éleveurs contrariaient la croissance de leurs poulains en les privant d'apports alimentaires.

### Orientation sportive
À partir des années 1970, le Silésien n'est plus en demande pour les travaux agricoles, ce qui déplace l'aire d'élevage historique vers le sud et le centre de la Pologne. En 1972, la taille moyenne de ces chevaux est de 1,56 m, et la mévente entraîne un déclin rapide des effectifs. Au milieu des années 1970, le succès des métis anglo-silésiens (issus du croisement avec un Pur-sang) sur la scène sportive internationale entraîne un regain d'intérêt pour la race.
Alors que les régions voisines investissent dans des croisements visant à produire des chevaux à viande, l'élevage du Silésien reprend sur la base de croisements avec des Pur-sang et des demi-sang,. Les croisements les plus récents ont généralement lieu avec le Pur-sang, dans l'objectif des compétitions de dressage et de saut d'obstacles. Les haras nationaux polonais poursuivent généralement l'élevage du type traditionnel de la race, ce qui entraîne une scission entre deux types de Silésien, le type ancien étant nommé « vieux silésien ». Au milieu des années 1980, la recherche de meilleures lignées d'attelage motive l'importation de quatre étalons warmblood lourds depuis l'Allemagne,, dans l'idée que les descendants de ces croisements puissent ensuite être exportés vers l'Allemagne. Les faibles effectifs de warmblood lourds, tant en Allemagne qu'en Pologne, motivent aussi ce choix. Les chevaux concernés sont importés depuis la République démocratique allemande : Enzian 1424, mis à la reproduction de 1983 à 1987 au haras national de Strzegom ; Glockner de 1985 à 1986, Mo 1433 et Eidam Mo 1426 jusque 1990. En 1997 et 1999, les étalons Evento Mo 2502 et Eliot 803 / Wł sont acquis. Plus grands et légers, ces chevaux marquent l'élevage du Silésien, l'import du warmbloood lourd ne cessant qu'à la fin des années 1990. Cependant, la sélection du type sportif fait perdre à la race certaines de ses anciennes caractéristiques, notamment sa rusticité ; de plus, ces croisements apparaissent rétrospectivement comme de mauvais choix.
La race décline considérablement entre la fin du XXe siècle et le début du XXIe siècle, passant d'un effectif de 64 000 têtes en 1993 à seulement 2 640 têtes en 2012. De nouveaux règlements à l'entrée au stud-book sont publiées en 1996. En 2000, le stud-book du Silésien est divisé en deux sections, un type traditionnel destiné à l'attelage et aux usages polyvalents, et un type sportif orienté vers la selle et les sports équestres. En 2007, le recours aux warmblood lourds en croisement est maintenu.

## Description

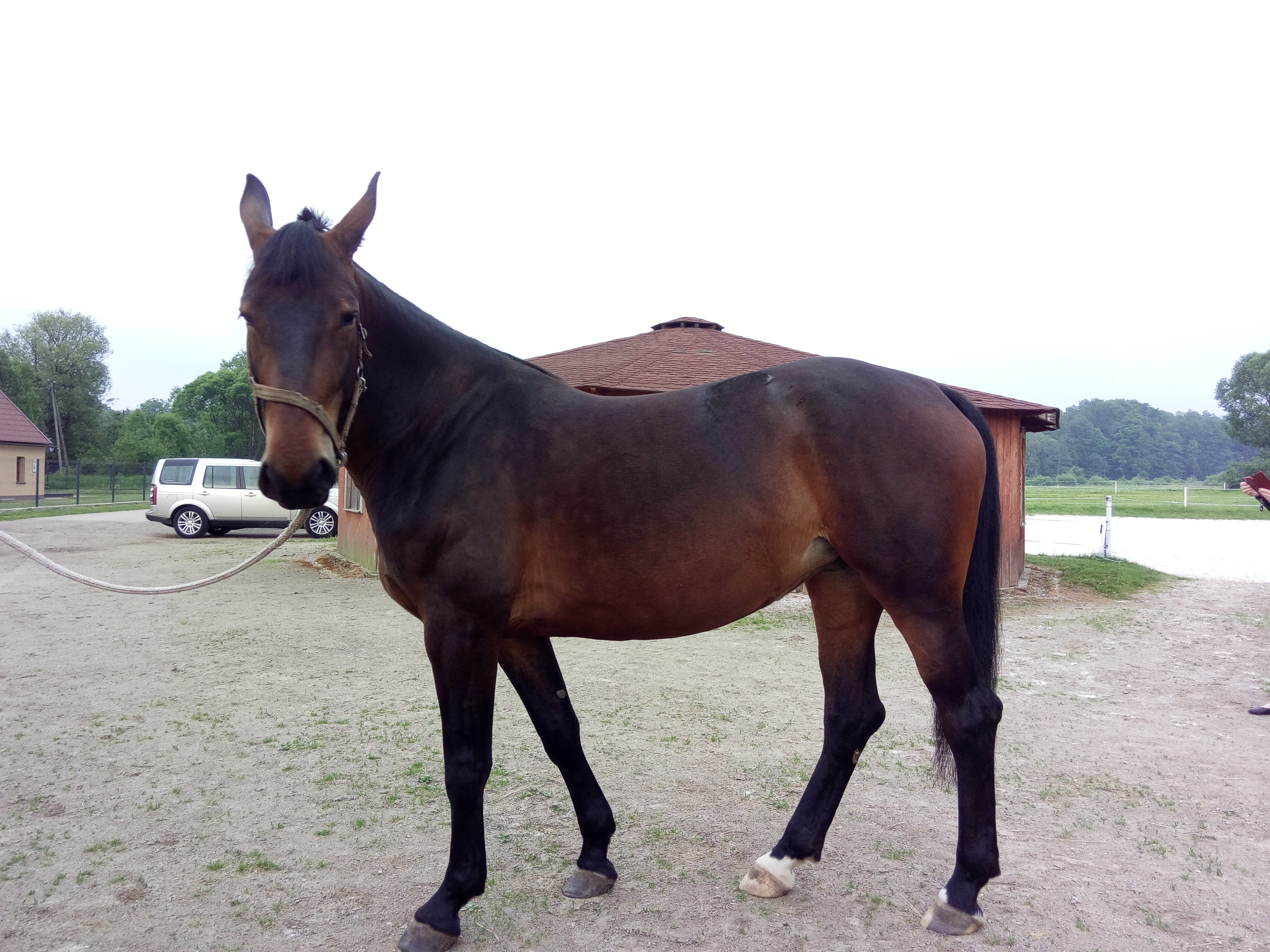
Jument silésienne de 4 ans, au modèle

La race se divise en deux types, un type traditionnel ancien et un plus moderne. La différence est déterminée par le nombre d'ancêtres Pur-sang et l'utilisation recherchée. Le Silésien est, lors de son émergence, le plus grand et le plus lourd cheval warmblood d'Europe,,. Il ne faut pas le confondre avec le trait de Silésie, qui est une variété de chevaux de trait rattaché au trait de Rhénanie, développée depuis le XIXe siècle. Parfois classé comme intermédiaire entre les races de sang et les races de trait, il constitue l'un des derniers représentants des chevaux warmblood carrossiers (ou « warmblood lourd ») en Europe. La race la plus proche morphologiquement et génétiquement du Silésien parmi ce groupe est le Sächsisch-Thüringisches Schweres Warmblut.
CAB International (2016) indique une fourchette de taille de 1,54 m à 1,64 m ; le guide Delachaux de 1,58 m à 1,70 m. D'après les objectifs d'élevage du stud-book, le type moderne doit toiser de 1,62 m à 1,68 m pour les femelles et de 1,64 m à 1,70 m pour les mâles ; chez le type ancien, la taille des femelles s'échelonne de 1,58 m à 1,68 m, et celle des mâles de 1,60 m à 1,70 m.
Son poids atteint 600 à 650 kg ; il reste le plus lourd des chevaux warmblood polonais,.
Le Silésien est très proche de l'Oldenbourg. Le type ancien est massif, présentant une grosse tête et une croupe droite ou légèrement inclinée. La tête du type moderne est plus délicate, la croupe davantage inclinée, pour un modèle plus léger. L'encolure est longue et musclée, le poitrail large, les membres solides. Le dos est court et droit.

### Robe
La robe est généralement de couleur sombre, le plus souvent baie, bai-brun, grise ou noire, avec peu de variations. D'après le guide Delachaux, le noir est le plus fréquent.

### Tempérament, entretien et allures
La gestation des juments dure en moyenne 339 jours, avec un taux de fertilité de 79,16 %. Le Silésien présente une croissance très rapide, et une maturité précoce, ; par ailleurs il est connu pour disposer d'une bonne santé générale. Une étude d'électrocardiogrammes en 2018 n'a pas permis de trouver de différence significative avec les races de taille et de masse comparables. Le Silésien est réputé doux et puissant, disposant d'allures agréables. L'action est bonne au pas et au trot.

### Sélection
Les données des chevaux silésiens sont enregistrées très précisément depuis la création du stud-book. En 50 ans (2011), les données morphométriques et généalogiques de 18 980 individus ont été collectées. Le règlement du stud-book a été mis à jour en 2014.
Bien que les races Biłgoraj et Silésien proviennent du même pays, la distance génétique qui les sépare est grande. Les Pur-sang ont été largement utilisés en croisement, jouant un grand rôle dans la formation de la race moderne. Seuls des chevaux eux-mêmes silésiens, ou ayant des ancêtres Pur-sang et Alt-Oldenbourg, peuvent entrer dans le stud-book du Silésien. Les objectifs d'élevage sont de garder la population actuelle pure, et de préserver l'ancien type de la race.
Le coefficient de consanguinité moyen est assez bas, de l'ordre de 1,26 %,. De même, la diversité génétique des chevaux du haras national de Książ est bonne, cependant, la faible population laisse craindre une augmentation future de la consanguinité. Pour cette raison, la séparation officielle de la race en deux types, le vieux silésien et le silésien moderne, a été contestée ; le conseil étant plutôt de s'orienter vers une inclusion de tous les chevaux ayant au moins 75 % d'ancêtres silésiens.
Les sujets destinés aux sports équestres sont évalués sur performances ; cependant cette évaluation porte sur les capacités à l'attelage, et non au saut d'obstacles.

## Utilisations

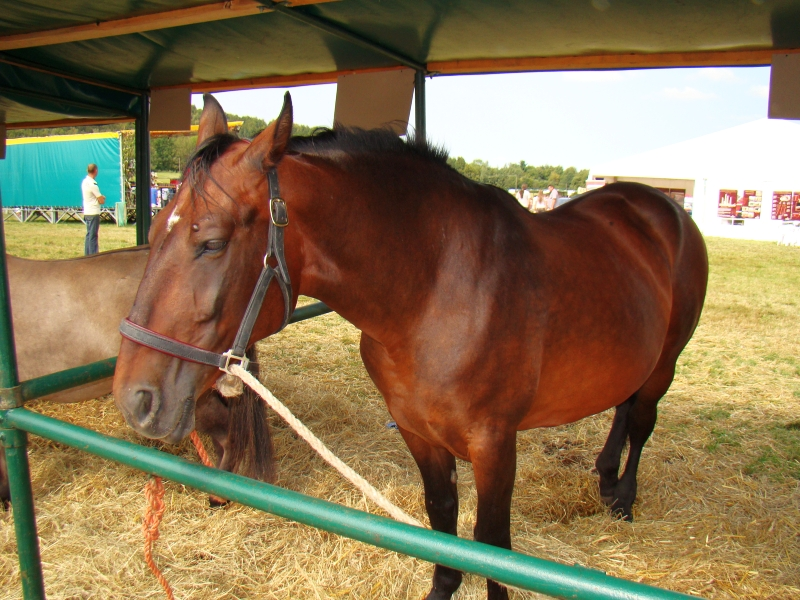
Silésien bai cerise lors d'une exposition équine.

Le Silésien est un cheval très polyvalent. Historiquement, il servait surtout de carrossier et d'auxiliaire agricole,. La race est employée tant pour des travaux d'agriculture que pour la traction légère et les sports équestres,. Elle est connue pour sa très grande force de traction,,. Le Silésien peut aussi faire un bon cheval de loisirs et de tourisme équestre. Il représente aussi une potentielle attraction touristique : en septembre 2011, Paweł Edelman s'est rendu au haras national de Książ pour la réalisation d'une publicité pour la Alior Bank, mettant en scène des chevaux silésiens,.

### Attelage
Le Silésien est de nos jours surtout employé à l'attelage, jusqu'aux plus hauts niveaux de compétition, avec plusieurs prix internationaux à son actif. Il représente de loin la race polonaise la plus performante à l'attelage de compétition.
Les chevaux silésiens ont contribué à de nombreux succès des meneurs polonais. Władysław Adamczak a mené un équipage de chevaux silésiens, entre autres lorsqu'il a décroché sa médaille de bronze d'attelage à quatre par équipe en 1980 aux Championnats du monde à Windsor au Royaume-Uni, et lors de sa médaille de bronze en individuel et de sa médaille d'argent par équipe aux Championnats d'Europe à Zoug en 1981. Czesław Konieczny, gagnant, entre autres, d'une médaille de bronze à la Coupe du monde de 1987 à Riesenbeck en Allemagne, ainsi que d'une médaille d’argent par équipes et d'une quatrième place aux Championnats du monde de 1995 à Poznań, menait aussi des chevaux silésiens.
En 2010, Bartłomiej Kwiatek est devenu vice-champion du monde d'attelage à un cheval, avec son Silésien Lokan. En 2018, la médaille d'or des championnats du monde d'attelage à un cheval, remise à Kronenberg, est allée à Bartłomiej Kwiatek et à l'étalon silésien Sonet.

## Diffusion de l'élevage

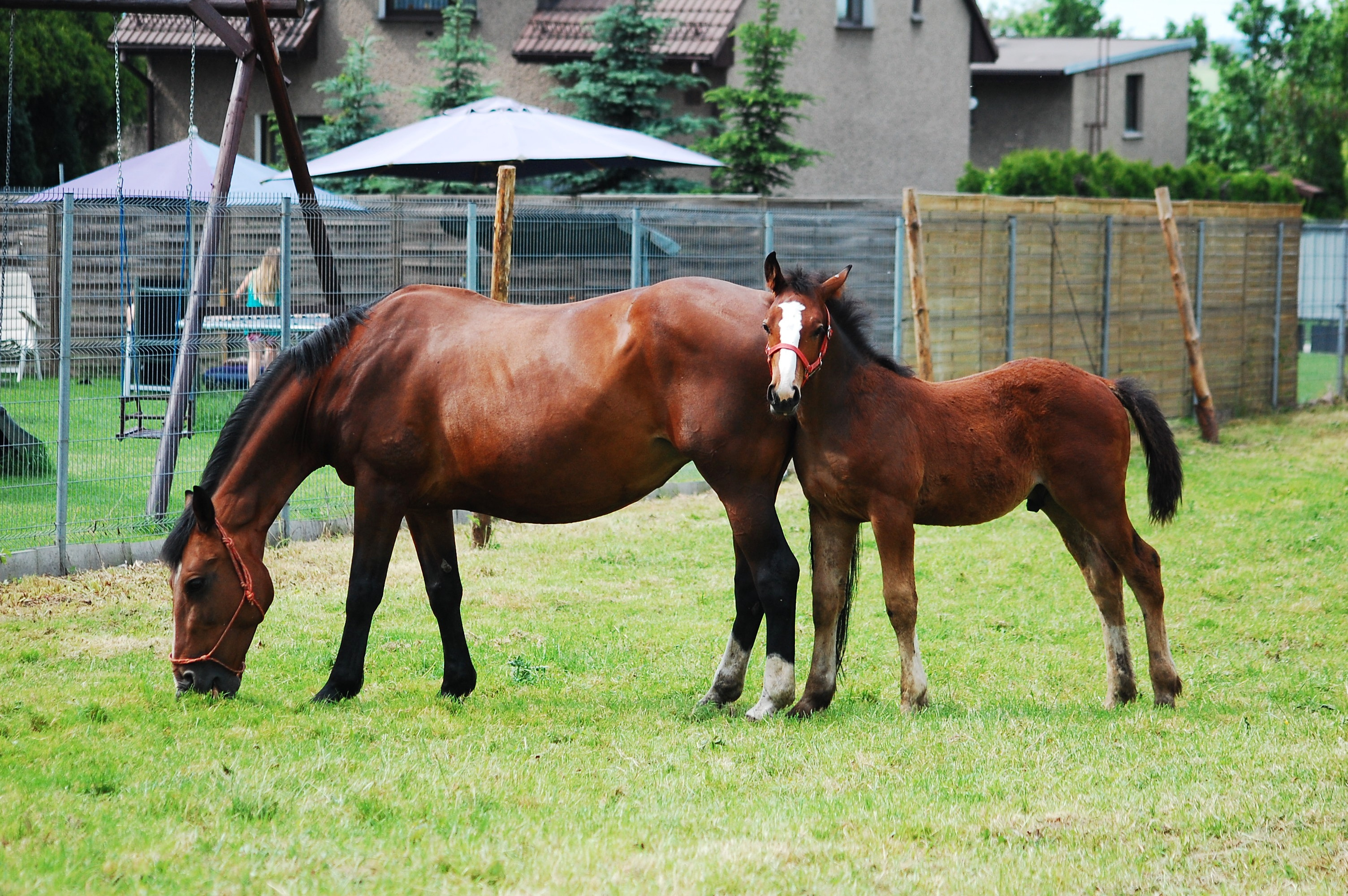
Jument et poulain silésiens.

La race, propre au sud-ouest de la Pologne, est native de ce pays. Elle est essentiellement élevée dans son berceau historique, et l'a été longtemps dans deux haras nationaux polonais, celui de Strzelce Opolskie et celui de Strzegom. Ces deux haras ont fermé, respectivement en 1998 et 1997, conduisant au déplacement des chevaux vers le seul haras national de Książ. Ce dernier n'élève des Silésiens que depuis 1997, et constitue le dernier haras national polonais à élever cette race, en collaboration avec des éleveurs privés. De fait, il est le lieu garant et décisionnel dans la préservation du Silésien.
L'étude menée par Rupak Khadja de l'université d'Uppsala pour la FAO, et publiée en 2010, signale le Silésien comme race européenne locale non-menacée d'extinction. En 2011, il reste environ 2 500 chevaux silésiens ; en 2016, le cheptel est d'environ 2 600 chevaux, avec tendance à l'augmentation des effectifs. Une évaluation publiée en 2018 cite une population d'un peu plus de 1 600 juments, pour 230 à 250 étalons actifs. La race fait l'objet d'un programme de conservation génétique ; en 2018, 56 % des juments y sont inscrites.
La part des chevaux de l'ancien type traditionnel est inférieure à 20 %. Le Silésien est considéré comme une race rare, en danger d'extinction (2018). S'il est apprécié en Pologne, il est méconnu à l'extérieur de ce pays.